# Mollisquama mississippiensis
Mollisquama mississippiensis — вид акул родини змієподібних акул (Cetorhinidae). Описаний у 2019 році.

## Поширення
Вид поширений у Мексиканській затоці. Відомий лише з єдиного зразка.

## Відкриття
Акулу спіймали у 2010 році дослідники Університету Тулейн під час спостереження за кашалотами. У 2013 році зразок ідентифікували як кишенькову акулу (Mollisquama), єдиний відомий тоді вид якої траплявся біля узбережжя Чилі. У 2019 році, на основі відмінностей у розмірах, кількості хребців та фотофорів, описано новий вид Mollisquama mississippiensis.

## Опис
Акула завдовжки 14 см. Голова нагадує голову кита. Тіло сіре, плавці чорні. Ділянка навколо зябер кремового забарвлення. Поруч із зябрами розташовані залози («кишеньки»), що виробляють люмінісцентну рідину. По тілі розкидані фотофори, завдяки яким акула світиться в темряві.